# زیپ بمب
زیپ بمب (به انگلیسی: Zip Bomb) به آن بمب فشرده نیز گفته می‌شود، یک فایل بایگانی مخرب است که برای خراب کردن یا بی‌استفاده کردن برنامه یا سامانه‌ای که آن را می‌خواند، طراحی شده است. اغلب برای غیرفعال کردن نرم‌افزار آنتی‌ویروس به‌منظور ایجاد دریچه‌ای برای بدافزارهای سنتی استفاده می‌شود. یک بمب فشرده به یک برنامه اجازه می دهد تا به طور عادی کار کند، اما، به جای ربودن عملیات برنامه، بایگانی ایجاد می کند که به زمان، فضای دیسک یا حافظه زیادی برای باز کردن نیاز دارد. اکثر برنامه های آنتی ویروس مدرن می توانند تشخیص دهند که آیا یک فایل یک بمب فشرده است یا خیر تا از بسته بندی آن جلوگیری شود.

## جزئیات
یک بمب فشرده معمولا یک فایل کوچک برای سهولت حمل و نقل و جلوگیری از سوء ظن است. با این حال، هنگامی که فایل باز می شود، محتویات آن بیش از توانایی سیستم است.
یک نمونه از یک بمب فشرده فایل ۴۲.zip است که یک فایل فشرده شامل ۴۲ کیلوبایت داده فشرده است که شامل پنج لایه فایل های فشرده تو در تو در مجموعه های ۱۶ تایی است که هر بایگانی لایه پایینی حاوی ۴.۳ گیگابایت (۴۲۹۴۹۶۷۲۹۵) است.
بایت؛ ۴ گیگابایت − ۱ بایت) فایل برای مجموع ۴.۵ پتابایت (۴۵۰۳۵۹۹۶۲۶۳۲۱۹۲۰ بایت؛ 4 PiB − 1 MiB) داده فشرده نشده. این زیپ بمب به صورت رایگان برای دانلود آنلاین در دسترس است. در بسیاری از اسکنرهای ضد ویروس، تنها چند لایه بازگشت بر روی آرشیوها انجام می شود تا از حملاتی که باعث سرریز بافر، وضعیت خارج از حافظه یا تجاوز از مقدار قابل قبولی از زمان اجرای برنامه می شود، جلوگیری شود. بمب‌های فشرده اغلب به تکرار فایل‌های یکسان برای دستیابی به نسبت فشرده‌سازی شدید خود متکی هستند. روش های برنامه‌نویسی پویا را می توان برای محدود کردن پیمایش چنین فایل هایی به کار برد، به طوری که تنها یک فایل به صورت بازگشتی در هر سطح دنبال می شود و به طور مؤثر رشد نمایی آنها را به خطی تبدیل می کند. فایل‌های فشرده‌ای نیز وجود دارند که وقتی فشرده نمی‌شوند، کپی‌های یکسانی از خود به دست می‌دهند. شکل پیچیده ای از zip bomb از مشخصات فایل های فشرده و الگوریتم فشرده سازی Deflate برای ایجاد بمب بدون استفاده از لایه های تو در تو، همانطور که در 42.zip استفاده می‌شود، استفاده می کند.

## جستار وابسته
- حمله میلیاردی خنده
- دورنگار سیاه
- ایمیل بمب
- فورک بمب
- بمب منطقی

## منبع
1. ↑  Leyden, John. "DoS risk from Zip of death attacks on AV software?". www.theregister.com (به انگلیسی). Retrieved 2023-09-16.
2. ↑  «AERAsec - Network Security - Eigene Advisories». web.archive.org. ۲۰۱۶-۰۳-۰۳. بایگانی‌شده از اصلی در ۳ مارس ۲۰۱۶. دریافت‌شده در ۲۰۲۳-۰۹-۱۶.